# Niemand in de stad (album)
Niemand in de stad is het vijfde studioalbum van de Nederlandse band De Dijk, uitgebracht in het najaar van 1988.
Het werd het album waarmee de band definitief zijn naam vestigde. Er werden ruim 100.000 exemplaren van verkocht en liedjes als ‘Ik kan het niet alleen’ en ‘Nergens goed voor’ groeiden uit tot favorieten van de fans.
Voor dit album had de band de ambitie een soulplaat te maken in de traditie van originele platen uit midden jaren zestig, waarbij geen gebruik werd gemaakt van in de jaren tachtig dominerende synthesizers en andere digitale instrumenten. Ook werd ervoor gekozen de plaat een duidelijke stroming en stijl te geven in plaats van eerdere platen waar meerdere muziekstijlen werden gecombineerd.
In 1987 was de band net onder contract bij Telstar, toen Doe Maar, die hier ook gecontracteerd stond,  besloot op te houden. Hierdoor nam de belangstelling bij Telstar voor andere Nederlandstalige acts af, waardoor de opnamemogelijkheden stagneerden.
De redding kwam van Bart Sloothaag, directeur van de Wisseloord Studio's in Hilversum, die bandjes die hij goed vond, in de tijd dat de studio niet verhuurd was, werk liet opnemen.
Bart Sloothaag liet deze demo’s horen aan Herman van der Zwan werkzaam bij Phonogram Records, die na het beluisteren de band de mogelijkheid bood een album uit te brengen.
De teksten van alle nummers zijn geschreven door Huub van der Lubbe, die bij zijn liedteksten aanbevelingen schreef om een aanzet te geven voor de stijl van de muziek zoals Bruce Springsteen en Mink DeVille, of om de cadans voor de drums aan te geven zoals het nummer Twenty-Flight Rock van Eddie Cochran ter inspiratie voor ‘Wat een vrouw’.
Op een 4-sporen recorder werden de eerste ideeën uitgewerkt, met een kleine bezetting aan instrumenten als drumcomputer, gitaar en orgel. Zo ontstonden bij elke tekst vaak meerdere stukken muziek, waaruit door de band de beste versies werden gekozen.

## Hoes
Op de voorkant van de hoes staat een zwart-witfoto van een nachtelijke scène waarbij een man in pak gekleed, onderuit gezakt ligt langs de kant van de weg. De foto is gemaakt in de Warmoesstraat te Amsterdam door fotograaf Dolf Kruger in 1956. De hoes geeft hiermee de titel en het centrale thema van het album kernachtig weer; eenzaam en verlaten in Amsterdam, met doorgaans de liefde als belangrijkste oorzaak. Op de achterzijde staat een zwart-witfoto van Rob Marinissen die de bandleden laat zien gekleed in (zwarte) spijkerbroek met leren jas, een voor die tijd herkenbare kledingstijl van de band.

## Nummers
| Nr. | Titel                   | Schrijver(s)                                          | Duur |
| --- | ----------------------- | ----------------------------------------------------- | ---- |
| 1.  | Ik kan het niet alleen  | Nico Arzbach, Antonie Broek, Huub van der Lubbe       | 3:58 |
| 2.  | Geen dag om op te staan | Hans van der Lubbe, Antonie Broek, Huub van der Lubbe | 5:49 |
| 3.  | Deze stad               | Nico Arzbach, Pim Kops, Huub van der Lubbe            | 4:20 |
| 4.  | Uitverkoop              | Hans van der Lubbe, Huub van der Lubbe                | 3:37 |
| 5.  | Niemand in de stad      | Nico Arzbach, Huub van der Lubbe                      | 4:51 |

| 1.                 | Ik krijg je maar niet uit mijn kop | Nico Arzbach, Huub van der Lubbe                      | 3:34 |
| 2.                 | Wat een vrouw                      | Hans van der Lubbe, Huub van der Lubbe                | 3:11 |
| 3.                 | Nergens goed voor                  | Pim Kops, Huub van der Lubbe                          | 4:22 |
| 4.                 | Het gevoel is weg                  | Hans van der Lubbe, Antonie Broek, Huub van der Lubbe | 4:27 |
| 5.                 | Lovesong 100.001                   | Nico Arzbach, Huub van der Lubbe                      | 3:34 |
| Totale duur: 41:55 |                                    |                                                       |      |

### Niemand In De Stad (Deluxe Edition)
Op 3 april 2009, twintig jaar nadat de plaat uitkwam, verscheen een cd-heruitgave met naast het album een extra cd waarop demo's, outtakes en live materiaal, opgenomen tijdens een optreden in Paradiso (Amsterdam) op vrijdag 7 April 1989, werd uitgebracht. Ook werd de band dat jaar onderscheiden met de Popprijs.

| Nr. | Titel                                              | Schrijver(s)                                          | Duur |
| --- | -------------------------------------------------- | ----------------------------------------------------- | ---- |
| 1.  | Ik kan het niet alleen (opnamesessie in de studio) | Antonie Broek, Nico Arzbach, Huub van der Lubbe       | 4:10 |
| 2.  | Ik krijg je maar niet uit mijn kop (demo versie)   | Huub van der Lubbe                                    | 4:35 |
| 3.  | Deze stad (demo versie)                            | Pim Kops, Huub van der Lubbe                          | 2:25 |
| 4.  | Nacht alweer (afvaller)                            | Nico Arzbach, Huub van der Lubbe                      | 4:25 |
| 5.  | Hippolytushoef (B-kantje ik kan het niet alleen)   | Pim Kops, Huub van der Lubbe                          | 3:48 |
| 6.  | Hups (B-kantje nergens goed voor)                  | Huub van der Lubbe                                    | 2:33 |
| 7.  | Geen dag om op te staan (live)                     | Antonie Broek, Hans van der Lubbe, Huub van der Lubbe | 6:02 |
| 8.  | Niemand in de stad (live)                          | Nico Arzbach, Huub van der Lubbe                      | 4:53 |
| 9.  | Ik krijg je maar niet uit mijn kop (live)          | Nico Arzbach, Huub van der Lubbe                      | 3:16 |
| 10. | Nergens goed voor (live)                           | Pim Kops, Huub van der Lubbe                          | 4:37 |
| 11. | Deze stad (live)                                   | Nico Arzbach, Pim Kops, Huub van der Lubbe            | 4:45 |
| 12. | Wat een vrouw (live)                               | Hans van der Lubbe, Huub van der Lubbe                | 3:07 |
| 13. | Ik kan het niet alleen (live)                      | Antonie Broek, Nico Arzbach, Huub van der Lubbe       | 4:08 |
| 14. | Niemand in de stad (fragment, zang Nico)           | Nico Arzbach, Huub van der Lubbe                      | 0:46 |
| 15. | Deze stad (fragment, zang Pim)                     | Pim Kops, Huub van der Lubbe                          | 1:31 |
| 16. | Wat een vrouw (fragment, zang Hans)                | Hans van der Lubbe                                    | 1:28 |
| 17. | Lovesong 100.001 (fragment, zang Antonie)          | Antonie Broek, Huub van der Lubbe                     | 1:18 |

## Muzikanten
De credits op de oorspronkelijke langspeelplaat vermeldden:
- Nico Arzbach – gitaar
- Antonie Broek – drums
- Pim Kops – orgel Hammond, piano
- Hans van der Lubbe – basgitaar
- Huub van der Lubbe – zang

Bij een aantal nummers zijn blaasinstrumenten te horen gespeeld door de Super groove horns, bestaande uit:
- Ruud Breuls – trompet
- Jelle Oortman Gerlings - saxofoon
- Martijn Sohier – trombone
- Angelo Verploegen – trompet

Op de extra cd van de deluxe edition spelen op een aantal live uitvoeringen tevens mee:
- Serge Metz – saxofoon
- Dirk Beets – trompet